# (37536) 1981 EM2
1981 EM2 (asteroide 37536) é um asteroide da cintura principal. Possui uma excentricidade de 0.13450750 e uma inclinação de 7.49551º.
Este asteroide foi descoberto no dia 2 de março de 1981 por Schelte J. Bus em Siding Spring.